# 陳鳴石
陳鳴石（？—？），字體魁，號若雷，福建福州府長樂縣人，明朝作家。

## 生平
陳鳴石家族鼎盛，曾祖陳鑾為兗州府知府陳談之弟，湖州府知府陳讚之兄，但他甘於恬淡，崇禎六年（1633年）癸酉科福建鄉試舉人，十三年（1640年）庚辰科會試中副榜，其時李自成作亂，他憂心國事，寫下對聯：「經史鋩寒枉吐陸離朝北斗，君臣義薄空懷薇蕨弔西山。」自此杜門不出仕，留心經史，後來耿精忠強迫他出仕，他避走城門山，寫下《竹溪前集》、《抱氷集》四卷，八十四歲去世。

## 引用
1. 1 2  乾隆《長樂縣志·卷八·人物志》：陳鳴石，字體魁，號若雷，德隆五世孫，鑾曾孫也，崇禎癸酉舉人，庚辰會試副榜，值闖賊起憂傷國事，嘗自書一聯云：「經史鋩寒枉吐陸離朝北斗，君臣義薄空懷薇蕨弔西山。」自是杜門不出，留心經史，耿逆廹起之避于城門山，著有《竹溪前集》、《抱氷集》共四卷，卒年八十四。
2. ↑  乾隆《長樂縣志·卷七·選舉志》：鄉科 明……（崇禎）六年 癸酉 科……陳鳴石 字體魁，德隆五世孫，鑾曾孫，十三都人，庚辰會試副榜，有傳
3. ↑  《福建通志台灣府-清》：陳鳴石，字體魁。族鼎盛，鳴石獨甘恬淡。崇禎癸酉舉於鄉。次年【十三年】，會試副榜。